# Ctenus nigritarsis
Ctenus nigritarsis este o specie de păianjeni din genul Ctenus, familia Ctenidae. A fost descrisă pentru prima dată de Pavesi, 1897.
Este endemică în Etiopia. Conform Catalogue of Life specia Ctenus nigritarsis nu are subspecii cunoscute.